# Elapotinus picteti
Genre
Synonymes
- Exallodontophis Cadle, 1999

Espèce
Synonymes
- Pararhadinaea albignaci Domergue, 1984
- Exallodontophis albignaci (Domergue, 1984)

Statut de conservation UICN

 LC  : Préoccupation mineure
Elapotinus picteti, unique représentant du genre Elapotinus, est une espèce de serpents de la famille des Lamprophiidae.

## Répartition
Cette espèce est endémique de Madagascar.

## Description
La plus grande femelle connue au moment de la description de Pararhadinaea albignaci mesurait 416 mm et le plus grand mâle 291 mm.
C'est un serpent venimeux.

## Taxinomie
Le genre Exallodontophis a été placé en synonymie avec Elapotinus et l'espèce Exallodontophis albignaci avec Elapotinus picteti par Kucharzewski, Raselimanana, Wang et Glaw en 2014.

## Publication originale
- Jan, 1862 : Enumerazione sistematico delle specie d'ofidi del gruppo Calamaridae. Archivio per la zoologia, l'anatomia e la fisiologia, vol. 2, p. 1-76 (texte intégral).